# Chiesa della Natività di Maria (Pellizzano)
La chiesa della Natività di Maria è la parrocchiale a Pellizzano, in Trentino. Risale al XIII secolo. Localmente, la chiesa è anche conosciuta come chiesa della Madonna delle Grazie.

## Storia

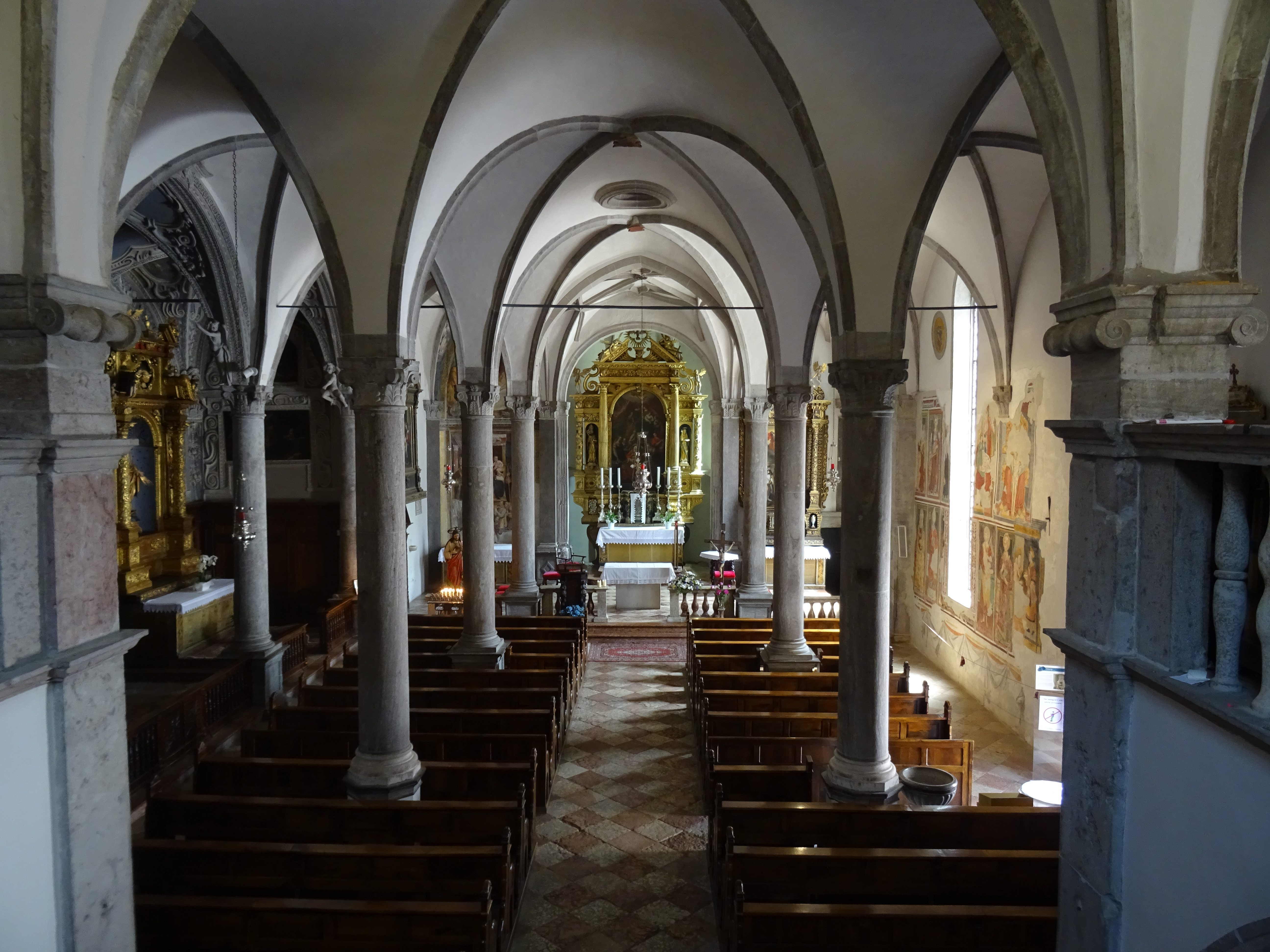
Interno

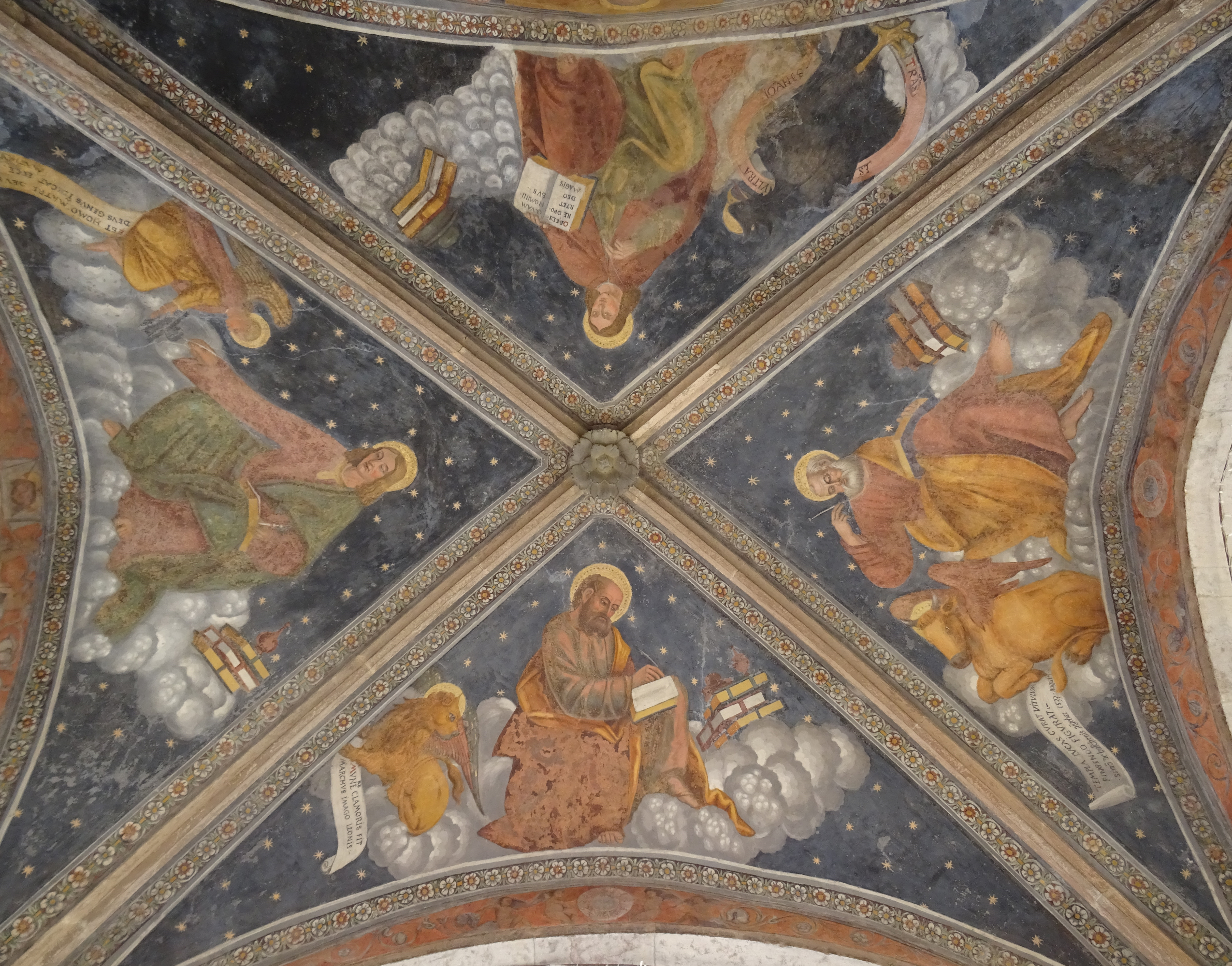
I quattro evangelisti sulla volta del protiro laterale, opera di Simone Baschenis

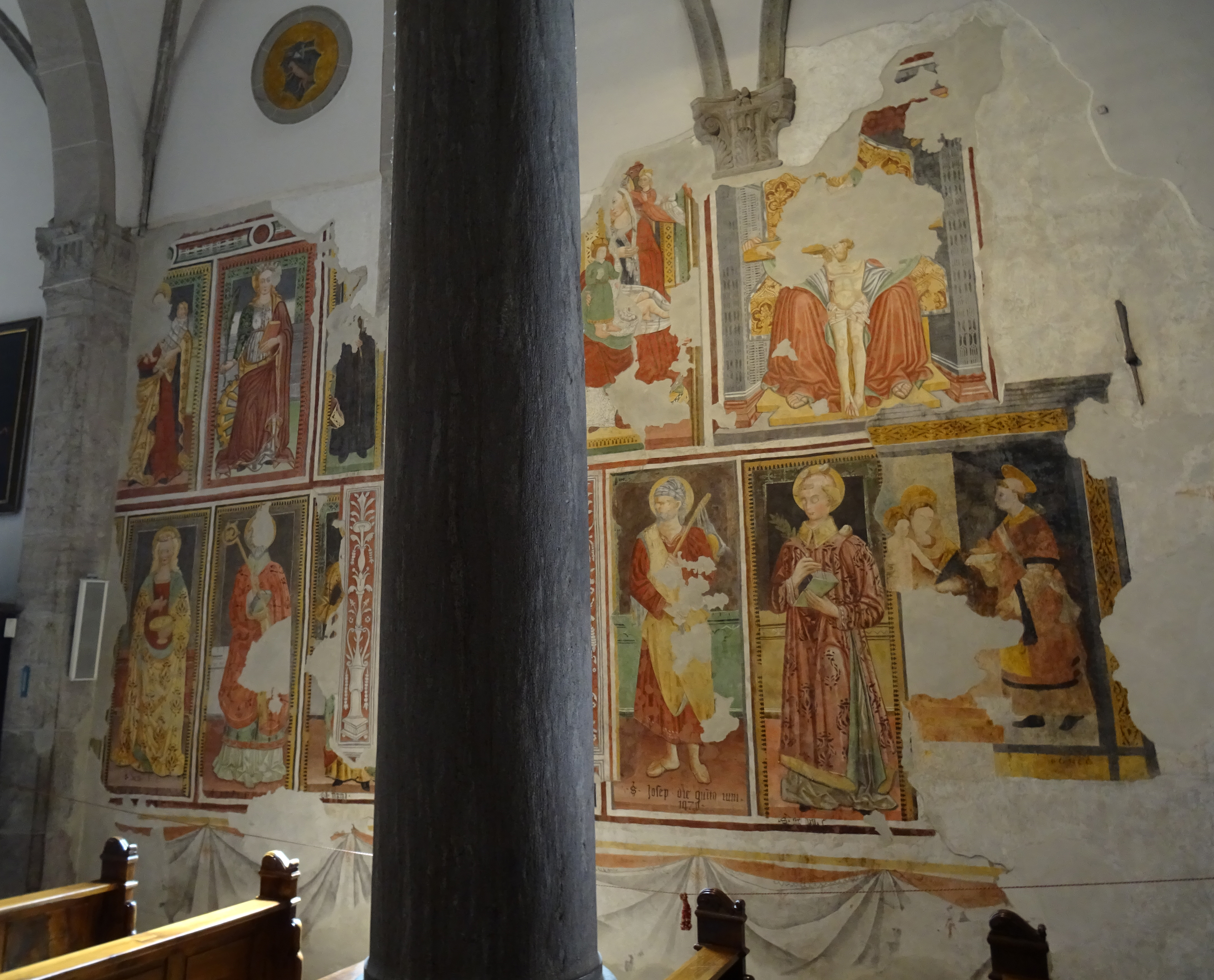
Gli affreschi sulla parete destra della navata, opera dei fratelli Giovanni e Battista Baschenis

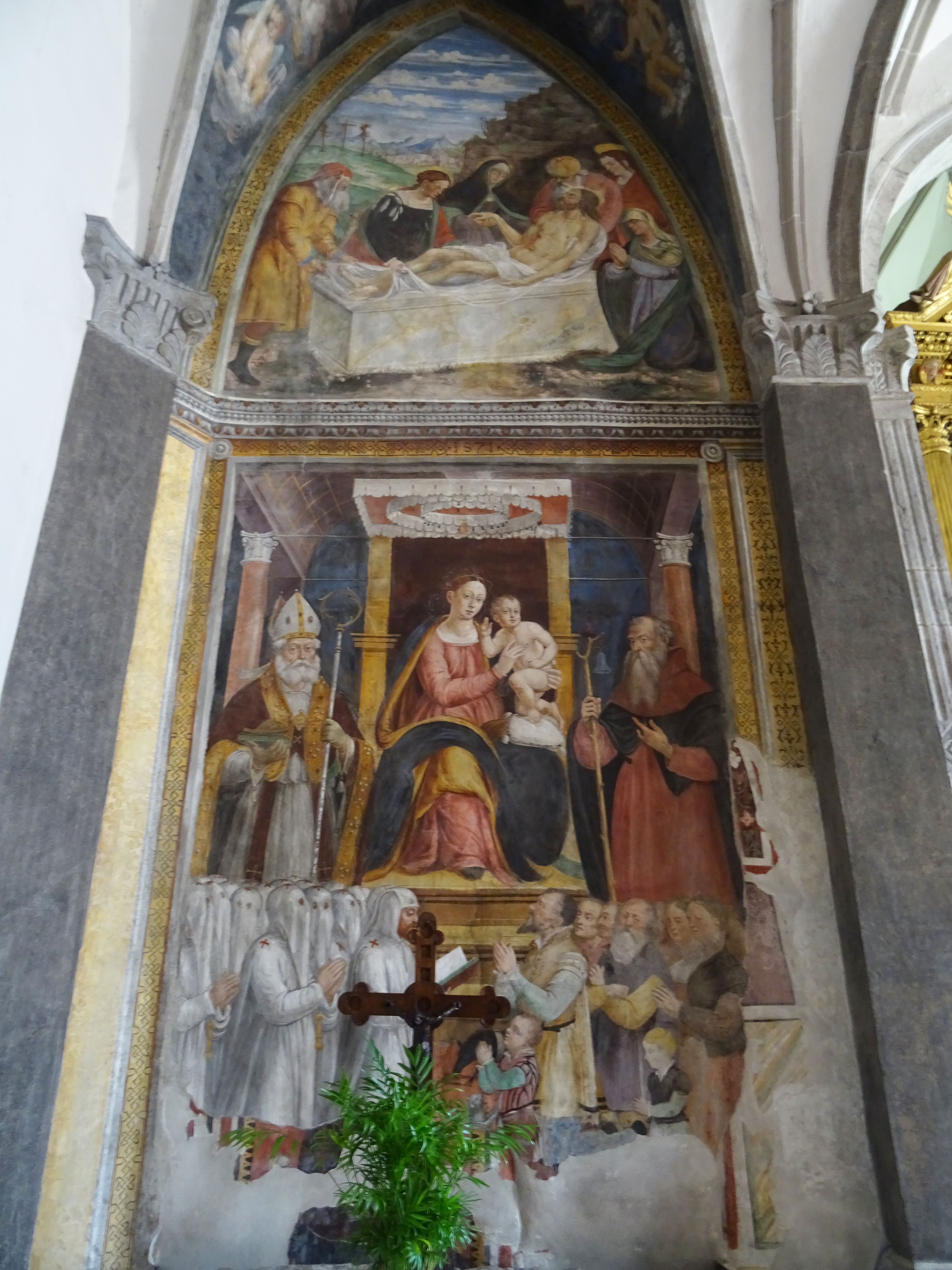
Affresco nel presbiterio, a sinistra dell'altare maggiore, raffigurante una confraternita di Disciplini, opera di Cipriano Valorsa

La chiesa fu consacrata nel 1474, al termine di una radicale ristrutturazione di un edificio sacro già menzionato in un documento del 1265. Tracce della struttura originaria si ritrovano in una finestra murata nella facciata orientale e nei volumi che, nella facciata nord circondano gl'innesti che internamente ospitano la cosiddetta Cappella Canacci.
Successive opere decorative e di rimaneggiamento si registrarono tra i secoli XV e XVI, quando la presenza di confraternite (come quella cosiddetta dei Battuti o Disciplini) favorì il lavoro di maestranze provenienti dalla Lombardia, alle quali si devono ad esempio la decorazione della volta di destra (completata nel 1545 dal lainese Rocco de Redis) e la realizzazione del protiro (costruito nel 1524 e finito di affrescare nel 1533 dall'averarese Simone Baschenis).
Una seconda consacrazione avvenne nel 1617.
Nel 1840 la chiesa fu danneggiata da un incendio che danneggiò in modo particolare la facciata. Sul lato rivolto verso la piazza antistante la chiesa, le fiamme mandarono in fumo un affresco e un'iscrizione che riportavano un passaggio di Carlo Magno attraverso il passo del Tonale. I lavori di ristrutturazione della facciata a seguito dell'incendio furono completati nel 1841.
Nel 1969 si registrò il furto di alcune statue, fino ad allora conservate in rispettive nicchie dell'altare di destra e di quello maggiore.

## Descrizione
La chiesa, di origine medievale, ha orientamento a est.
Le coperture sia della chiesa sia del campanile sono di tavolette in legno dette "scandole".

### Esterno
La facciata occidentale è sobria ed ha un aspetto solido, con forma a capanna. Il portale è importante, affiancato da contrafforti tardogotici sporgenti, architravato e con una piccola tettoia sporgente a protezione. In mezzo all'architrave trova posto una testa di Cristo scolpita. Sopra è presente un'apertura di forma circolare.
La fiancata a sud è resa più preziosa da un ciclo di affreschi attribuiti alla famiglia Baschenis. L'altra fiancata ha un ingresso secondario reso importante da un protiro a tre arcate con parte superiore pure essa affrescata. Tra gli affreschi che decorano il protiro spicca, nel timpano triangolare anteriore, un'Annunciazione dagli stilemi rinascimentali, opera di Simone de Baschenis.
Una nicchia sotto al protiro custodisce una statua mariana di secolare devozione popolare, alla quale l'edificio sacro deve la denominazione locale di Chiesa della Madonna delle Grazie.
Nella parte absidale esterna si alza la torre campanaria conclusa, in alto, da una piccola cupola a cipolla. Su ogni lato vi sono semplici ed ampie finestre a monofora.

### Interno
L'interno è ampio, suddiviso in tre navate con volte a crociera costolonate e sorrette da colonne circolari a basamento quadrangolare od ottagonale.
All'ingresso, la cantoria sporge con una struttura in marmo. Quest'area era un tempo utilizzata dalla confraternita dei Disciplini come propria loggia da cui seguire le celebrazioni.
La parete della navata di destra presenta alcuni affreschi realizzati nella seconda metà del Quattrocento dai cugini Giovanni e Battista de Baschenis. Questi affreschi, parzialmente danneggiati a causa di interventi realizzati nel corso dei secoli, riportano una serie di personaggi disposti su due livelli: nel registro superiore si trovano le sante Anna e Caterina, san Nicola da Tolentino, una Madonna in trono e un Dio Padre con Crocifissione; nel registro inferiore trovano invece posto Santa Lucia, Sant'Agostino, Santa Marina e i santi Nicolò, Bernadino, Giuseppe, e Stefano. Vicino a quest'ultimo trovano affreschi di un'epoca successiva, attribuiti al grosino Cipriano Vallorso e raffiguranti una Madonna con bambino con un diacono.
L'altare di destra, detto di Sant'Antonio, ospita un reliquiario del 1680 e un'ancona Seicentesca che raffigura, oltre ai santi Rocco, Sebastiano, Antonio Abate e Antonio da Padova, la Madonna che prega il Cristo dal desistere dallo scagliare una serie di frecce contro la Terra.
Al XVII secolo risale anche l'altare maggiore ligneo, attribuito a Simone Lenner. La struttura ospita una tela barocca raffigurante una Natività di Maria del 1612 attribuita a Martino Teofilo Polacco, successivamente autore della pala di Sant'Anna nella chiesa di Malé. Barocche sono anche le sculture della nicchia che ospita la pala della natività, attribuite ai Bezzi di Cusiano. La parte presbiteriale è leggermente rialzata e separata dalla sala con una balaustra.
Una parete laterale dell'altare di sinistra ospita un'ancona datata 1606 raffigurante una copia della Madonna del Divino Amore. Nello stesso altare si trova un affresco che raffigura i Disciplini, opera realizzata nella seconda metà del XVI secolo da Cipriano Vallorso.
Del Seicento è invece la cappella Canacci, commissionata dall'omonima famiglia pellizzanese e caratterizzata da una balaustra realizzata dall'intagliatore bavarese Simone Lenner (1626), attivo anche in altre chiese della Val di Sole. La cappella conserva due altari: uno barocco, dedicato all'Immacolata, e uno tardosettecentesco, dedicato al Crocefisso.